# Damarchilus
Genre
Damarchilus est un genre d'araignées mygalomorphes de la famille des Nemesiidae.

## Distribution
Les espèces de ce genre sont endémiques d'Arunachal Pradesh en Inde,.

## Liste des espèces
Selon World Spider Catalog (version 21.0, 15/07/2020) :
- Damarchilus nigricus Siliwal, Molur & Raven, 2015
- Damarchilus rufus Siliwal, Molur & Raven, 2015

## Publication originale
- Siliwal, Molur & Raven, 2015 : New genus with two new species of the family Nemesiidae (Araneae: Mygalomorphae) from Arunachal Pradesh, India. Journal of Asia-Pacific Biodiversity, vol. 8, p. 43-48.